# Turpinia simplicifolia
Turpinia simplicifolia är en pimpernötsväxtart som beskrevs av Merrill. Turpinia simplicifolia ingår i släktet Turpinia och familjen pimpernötsväxter. Inga underarter finns listade i Catalogue of Life.